# Pinus koraiensis
Pinus koraiensis, el pino de Corea, es una especie arbórea de la familia de las pináceas. Es originaria del este de Asia: Corea, Manchuria, extremo oriente de Rusia y centro de Japón. En el norte de su zona de distribución, crece a altitudes moderadas, típicamente 600-900 m mientras que más al sur es un árbol de montaña, que crece a 2000-2600 m s. n. m. en Japón.

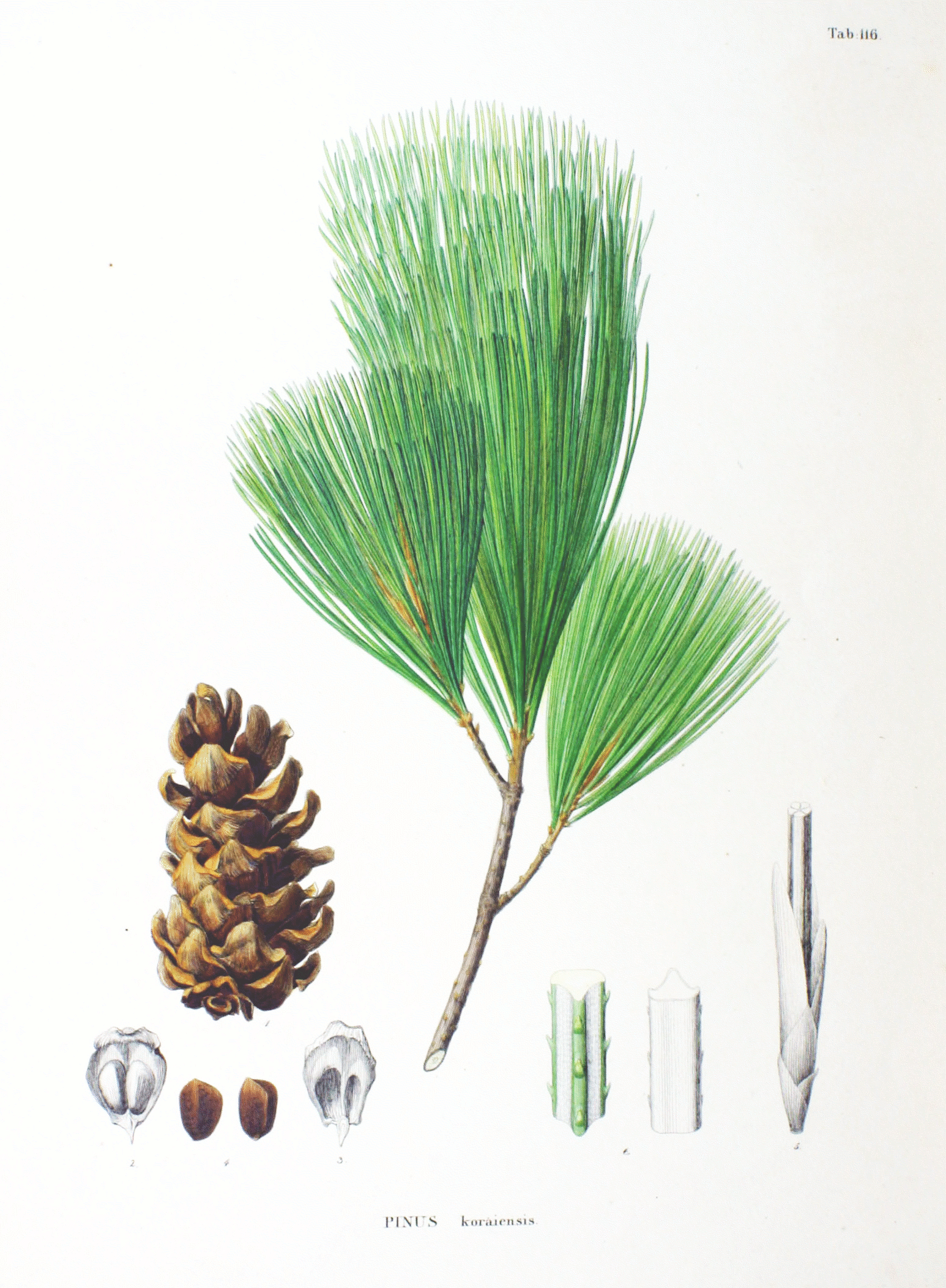
Ilustración.

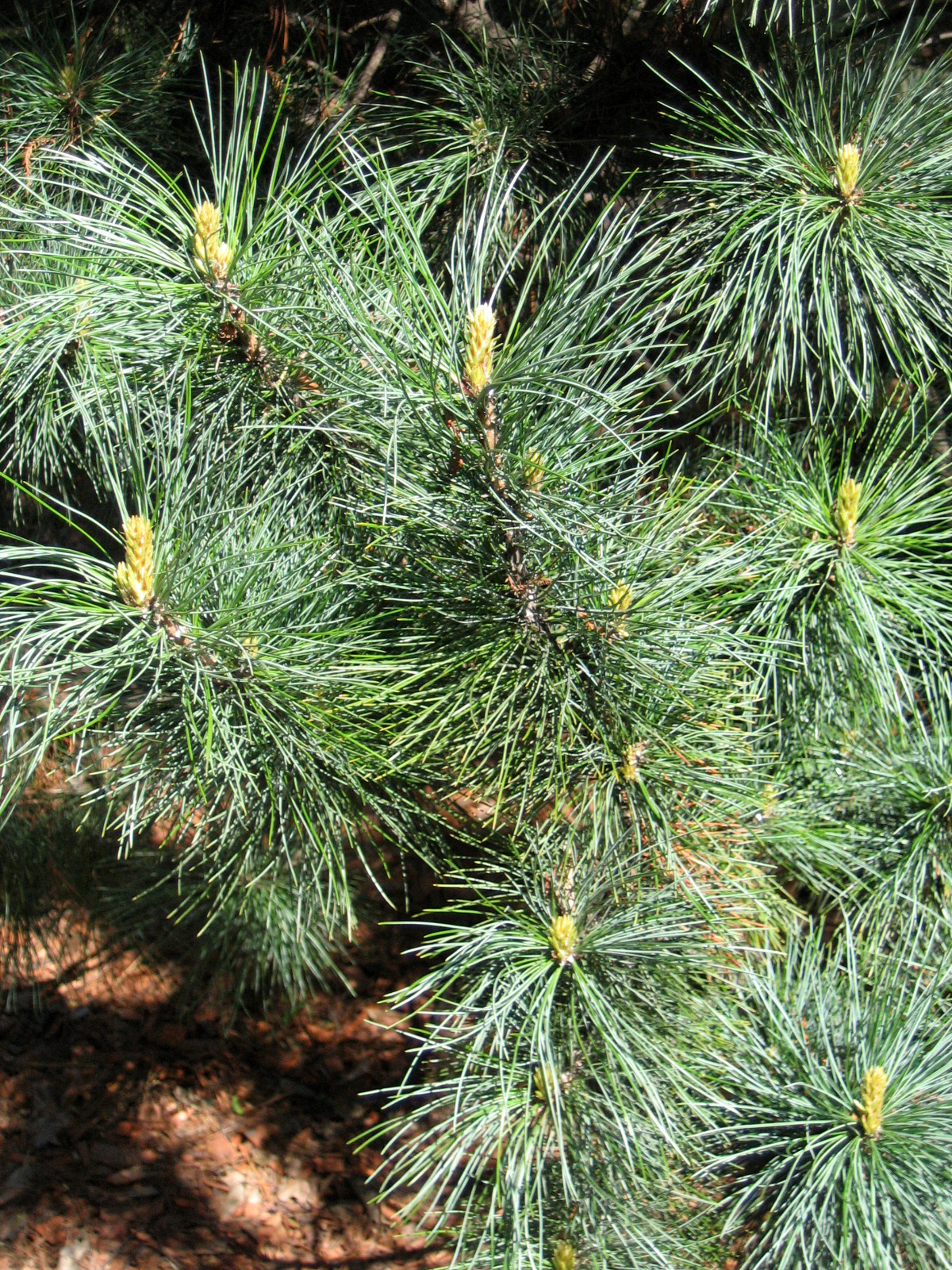
Detalle del follaje.

## Descripción
Es un árbol grande, que alcanza en su madurez una altura de 40-50 m y un diámetro en el tronco de 1,5-2 m.
Es un miembro del grupo de los pinos blancos, Pinus subgénero Strobus, y como todos los miembros de ese grupo, las hojas ("acículas") se encuentran en fascículos (ramilletes) de cinco, con una vaina caduca. Tienen 7-13 cm de largo. El pino de Corea tiene estróbilos de 8-17 cm de largo, verdes o púrpuras antes de la madurez, al madurar marrones, alrededor de 18 meses después de la polinización. Las semillas de 14-18 mm de largo sólo tienen un ala vestigial y se dispersan por medio de los cascanueces.

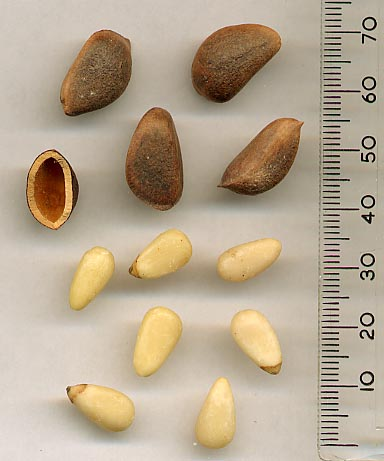
Piñones del pino de Corea.

El pino de Corea se diferencia de una especie estrechamente relacionada, Pinus sibirica, en que tiene conos más grandes con las puntas de las escamas dobladas, y más largas acículas.
Las semillas se recolectan ampliamente y se venden como piñones especialmente en el nordeste de China; es el piñón más ampliamente comercializado en el comercio internacional.
La gama se extiende desde la costa noreste de China al norte de Rusia, al sur de Corea y sobre el mar de Japón. En China, la especie se encuentra en las colinas de Heilongjiang, en la Montaña Changbai y las pequeñas montañas Xing'an ocurre naturalmente. En Rusia, es principalmente en las cordilleras costeras, como la cordillera Sikhote-Alin y en el lado sur de las montañas Bureinskij atrás. En Corea, se centra en la aparición Montañas Jingang y el lado sur de las montañas de Changbai. Los depósitos en Japón se encuentran en las montañas del centro de Honshu y la isla de Shikoku. El área de distribución natural tiene una distancia de este a oeste de 700 km y una longitud norte-sur de unos 900 km.

## Distribución y hábitat
El pino coreano es una especie de los bosques de montaña. El área de distribución natural es la del clima del monzón que determina la humedad y es una de las condiciones climáticas importantes. La precipitación anual varía dependiendo de la ubicación 400 a 1200 mm. Bosques densos se encuentran, dependiendo de la ubicación, en alturas de 300 a 1 300 m, incluso los árboles individuales a 1650 m. Tiene una cierta preferencia en suelos pardos y débil en tierra marrón, con el mejor rendimiento de crecimiento  en suelo profundo bien aireado y rico en nutrientes. La especie prospera en un intervalo de temperatura relativamente amplio y está bajo condiciones de humedad agradable y es resistente a las heladas.
Rodales puros son raros. Está mezclado, a menudo, con Acer mono, Betula costata, Fraxinus mandshurica, Quercus mongolica, Tilia amurensis, Tilia mandshurica, Ulmus laciniata, Ulmus propinqua, Abies nephrolepis y Picea jezoensis, donde el pino coreano es la especie dominante. En las partes más húmedas del área de distribución del sur se mezcla con el Abies holophylla, Carpinus cordata, Kalopanax septemlobus y Sorbus alnifolia. En los valles de montaña aparecen con Acer triflorum, Juglans mandshurica  y Phellodendron amurense como especies arbóreas mixtas.

## Usos
La madera se utiliza en la industria de la construcción. Se utiliza para hacer puertas, ventanas, techos, pisos y muebles. También es adecuado para la producción de pulpa y papel. Menos importancia económica es el uso de la resina, la extracción de taninos de la corteza y el uso de aceite de las acículas para cosméticos. La especie se cultiva a nivel regional para sus semillas comestibles y oleaginosas.
El pino de Corea es un árbol ornamental popular en parques y grandes jardines donde el clima sea frío, como en el este de Canadá y los estados del nordeste de los Estados Unidos, dando un crecimiento constante, aunque no rápido, en una amplia gama de lugares. Resiste los inviernos severos, el frío, hasta alrededor de -50 °C.

## Taxonomía
Pinus koraiensis fue descrita por Siebold & Zucc.  y publicado en Flora Japonica 2: 28, pl. 116, f. 5–6. 1844.
Etimología
Pinus: nombre genérico dado en latín al pino.
koraiensis: epíteto geográfico que alude a su localización en Corea.
Sinonimia
- Apinus koraiensis (Siebold & Zucc.) Moldenke
- Pinus cembra var. excelsa Maxim. ex Rupr.
- Pinus cembra var. mandschurica (Rupr.) Carrière
- Pinus mandschurica Rupr.
- Pinus prokoraiensis Y.T.Zhao, J.M.Lu & A.G.Gu
- Pinus strobus Thunb.
- Strobus koraiensis (Siebold & Zucc.) Moldenke[5][6]